# Моздок-Малгобецька операція
Моздок-Малгобецька операція (рос. Моздок-Малгобекская операция) — фронтова оборонна операція радянських військ Північної групи військ Закавказького фронту (генерал-лейтенант Масленников І. І.) у ході стратегічної битви за Кавказ у 1942 році.

## Історія

### Передумови
До кінця літа 1942 року війська німецького вермахту успішно наступали за планом операції «Едельвейс» на південному фланзі німецько-радянського фронту; 25 серпня був окупований Моздок, 31 числа — Прохладний, і німецькі війська вийшли на рубіж Прохладний—Моздок—Іщерська. Німецьке командування намагалося продовжити свій наступ та прорватися до нафтових районів Кавказу. На напрямку головного удару 1-ї танкової армії генерал-полковника Евальда фон Кляйста групи армій «А» оборонялися війська Північної групи військ генерал-лейтенанта Масленникова І. І. (37-ма, 9-та, 44-та і 58-ма армії, 11-й гвардійський стрілецький корпус, 4-та повітряна армія). Радянські війська, використовуючи природні перешкоди, створили глибоко ешелоновану оборону по рубежу річок Баксан, Терек, прикриваючи направлення на Орджонікідзе, Грозний. Головний удар німецьких військ завдавався силами двох танкових і двох піхотних дивізій на Моздок-Малгобекському напрямку, де утримувала оборону 9-та армія генерал-майора Коротеєва К. А.. Німці мали тут перевагу в артилерії більш ніж у 6 разів і в танках більш ніж у 4 рази.

### Склад сторін

#### СРСР
- Північна група військ (командувач генерал-лейтенант Масленников І. І.)
  - 44-та армія (генерал-майор Петров І. Ю.)
  - 9-та армія (генерал-майор Коротеєв К. А.)
  - 37-ма армія (генерал-майор Козлов П. М.)
  - 58-ма армія (генерал-майор Хоменко В. О.)
  - 4-та повітряна армія (генерал-майор авіації Вершинін К. А.)
  - 11-й гвардійський стрілецький корпус (генерал-майор Рослий І. П.)

#### Німеччина
- 1-ша танкова армія (командувач генерал-полковник Евальд фон Кляйст)
  - III танковий корпус (генерал кінноти Ебергард фон Маккензен)
  - XXXX танковий корпус (генерал танкових військ Лео Гайр фон Швепенбург)
  - LII армійський корпус (генерал від інфантерії Ойген Отт)
- 4-й повітряний корпус (генерал авіації Курт Пфлюгбайль)

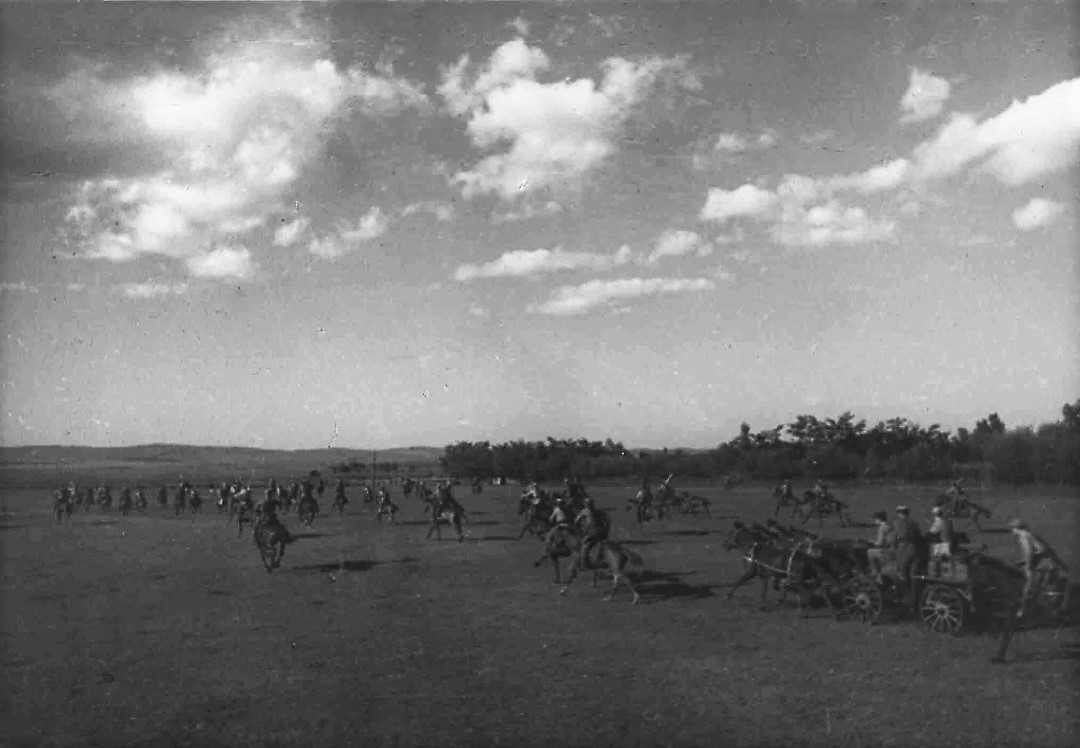
Кінний ескадрон капітана Качеровського В. Л. атакує противника в районі поблизу Моздока. Вересень 1942 року

## Хід битви
У ніч на 1 вересня німецькі війська розпочали операцію, завдавши відволікаючі удари східніше Моздока, а наступного дня, зосередивши проти однієї стрілецької дивізії і двох стрілецьких бригад 9-ї армії 4 дивізії і 200 танків, форсували Терек (на південь від Моздока) і вклинилися в оборону радянських військ на глибину до 12 км. До району прориву радянське командування висунуло частини і з'єднання з резерву і з ділянок, які не були атаковані. 3 вересня до найзагрозливішого напрямку прориву вермахту підійшли з'єднання 11-го гвардійського стрілецького корпусу, які за підтримки авіації 4-ї повітряної армії відкинули німецькі війська на 9 км на північ. 12 вересня німці здобули Малгобек.
До 19 вересня німецьке командування було вимушено припинити наступ на Малгобек. Водночас, для посилення моздокського угруповання вермахту з туапсинського напрямку була перекинута моторизована дивізія СС «Вікінг», яка була введена в бій на ділянці наступу 13-ї танкової дивізії генерал-майора Трауготта Герра. 25 вересня після введення дивізії СС «Вікінг» у першу лінію наступ на Малгобек був відновлений.
До 29 вересня німецькі війська захопили Терек, Плановське, Ельхотово, Ілларіоновку. Однак, опір радянських військ, та втрати, зазнані німецькими військами 1-ї танкової армії в боях у районі Моздока, Малгобека і Ельхотово, змусили німецьке командування відмовитися від наступу на грозненському напрямку і перейти до оборони.

### Наслідки
У результаті проведення Моздок-Малгобецької операції німецьке командування не змогло досягти визначеної мети щодо прориву до Грозненського і Бакинського нафтових районів, а також було позбавлено можливості здійснити маневр силами і посилити резервами групу армій «A», під час нагальної потреби у живій силі та техніці в ході битви за Кавказ. Водночас, німці не мали можливості послабити групу армій «А» і за рахунок неї посилити групу армій «B», що вела наступ на Сталінград. Таким чином, хід і наслідки Моздок-Малгобецької операції значно вплинули на зрив німецького плану ведення війни на Кавказі.

## Відео
- Кавказ: Малгобекская оборонительная операция. Оборона Малгобека: провал операции «Блау» [Архівовано 28 листопада 2019 у Wayback Machine.]